# Espiner cuagrís septentrional
L'espiner cuagrís septentrional (Xenerpestes minlosi) és una espècie d'ocell de la família dels furnàrids (Furnariidae).

## Hàbitat i distribució
Habita la selva pluvial de les terres baixes a l'est de Panamà i nord de Colòmbia.